# Storena maculata
Storena maculata är en spindelart som beskrevs av O. Pickard-Cambridge 1869. Storena maculata ingår i släktet Storena och familjen Zodariidae.
Artens utbredningsområde är Queensland. Inga underarter finns listade i Catalogue of Life.